# Rio Tapirapé (vattendrag i Brasilien, Pará)
Rio Tapirapé är ett vattendrag i Brasilien.   Det ligger i delstaten Pará, i den centrala delen av landet, 1 200 km norr om huvudstaden Brasília.
I omgivningarna runt Rio Tapirapé växer i huvudsak städsegrön lövskog. Runt Rio Tapirapé är det glesbefolkat, med 13 invånare per kvadratkilometer.